# Tiña de la barba
La tiña de la barba o tinea barbae es una dermatofitosis crónica propia de los hombres adultos que afecta a la cara y el cuello, en especial en áreas pilosas. Es producida por algunas especies de Trichophyton y Microsporum, en México los casos son causados por T. mentagrophytes  (80%), T ochraceum (T verrucosum) y M. canis. Esta tiña es rara en países como México, pero frecuente en Europa, Australia, Nueva Zelanda y Estados Unidos y está asociada a zonas de crianza de bovinos, su vector biológico; sin embargo, en raras ocasiones puede ser contagiada por el rasurado. Por esta razón también recibe el nombre de "Tiña de los barberos".
El padecimiento se origina por el contacto de las esporas con la piel, se inicia como una tiña del cuerpo, con una pequeña zona rojiza que al crecer forma una placa eritemato-escamosa y luego se parasitan los pelos hasta la base (similar al querión de Celso). Otra forma de inicio es por traumatismos (rasurado), haciendo que las esporas entren más fácilmente y tengan una mayor probabilidad de ser reconocidas por el sistema inmune. Por lo general, el cuadro se asocia con impétigo bacteriano, y el paciente puede presentar adenopatías.
Entre los diferenciales encontramos: Alopecia areata, Tricotilomanía, foliculitis bacteriana, carbunco, dermatitis seborréica, acné (pustuloso o con globata), sifílides pustulares, dermatitis de contacto e impétigo.